# Moonsorrow
Moonsorrow je kapela hrající black/pagan/folk metal. Zformovala se v Helsinkách, hlavním městě Finska, v roce 1995.

## Historie skupiny
Kapelu založili v Helsinkách bratranci Sorvaliové, Ville hrál na baskytaru a zpíval, Henri hrál na kytaru a klávesy. Společně nahráli několik dem, na kterých hráli spíše symfonický black metal. Jejich první album vyšlo v roce 1999 jako demo pod názvem Tämä Ikuinen Talvi. V roce 2001 toto demo vyšlo jako CD pod názvem Suden Uni, potom bylo znovuvydáno v roce 2003. Recenze o něm prohlašovaly, že je to kombinace finského pohanství a folku. Každopádně tohle album dalo Moonsorrow dobrý odrazový bod, ke kapele se přidal kytarista Mitja Harvilahti a kytarista, který s kapelou vystupuje jen při koncertech, Lord Eurén. V roce 2001 ještě formace vydala album Voimasta Ja Kunniasta. Opravdovým vzletem se pro skupinu stalo album Kivenkantaja vydané v roce 2003. V roce 2005 bylo vydáno zatím jejich poslední album nazvané Verisäkeet.
Kapela je za celou dobu své existence charakteristická jednou věcí: na albech nikdy nebylo víc než 10 písní, maximálně jich tam bylo 8. Co je ale zajímavější, většinu písní tvoří osmiminutovky, tj. písně dlouhé okolo 8 minut. Tím kapela alba s nepříliš dlouhým tracklistem roztahuje do úctyhodné délky. Např. na albu Verisäkeet je pouhopouhých pět písní a album trvá 71 minut! Jejich poslední, velice úspěšné album V: Hävitetty obsahuje pouhé dvě písně trvající, první 30 minut a druhá 25 minut!

## Diskografie
- Metsä - 1997
- Tämä Ikuinen Talvi - 1999
- Suden Uni - 2001
- Voimasta Ja Kunniasta - 2001
- Kivenkantaja - 2003
- Suden Uni - 2003 (znovuvydání)
- Verisäkeet - 2005
- V: Hävitetty - 2006
- Tulimyrsky - 2008
- Varjoina kuljemme kuolleiden maassa - 2011
- Jumalten Aika - 2016

## Členové kapely
- Henri Sorvali - kytara, klávesy, zpěv
- Ville Sorvali - baskytara, zpěv
- Mitja Harvilahti - kytara
- Lord Eurén - klávesy (pouze při živých vystoupeních)
- Marko Tarvonen – bicí, zpěv na pozadí